# 一水柠檬酸
一水柠檬酸，分子式C6H8O7·H20，是无色结晶或白色晶状粉末，分子量：210.14，密度1.54。熔点135-152℃。闪点173.9℃。水溶性1630 g/L (20℃)。 

## 用途
在食品、饮料行业，作为酸味剂、调味剂及防腐剂、保鲜剂。

在化工行业、化妆品行业及洗涤行业，用作抗氧化剂、增塑剂、洗涤剂。

## 贮存
在避光、密封、通风、室温较低、干燥阴凉处贮存。